# Stuivekenskerke

Stuivekenskerke é uma pequena vila e deelgemeente Bélgica pertencente ao município de Diksmuide, província de Flandres Ocidental. Em 1 de Janeiro de 2007, tinha 160 habitantes e  7,34 km² de área.

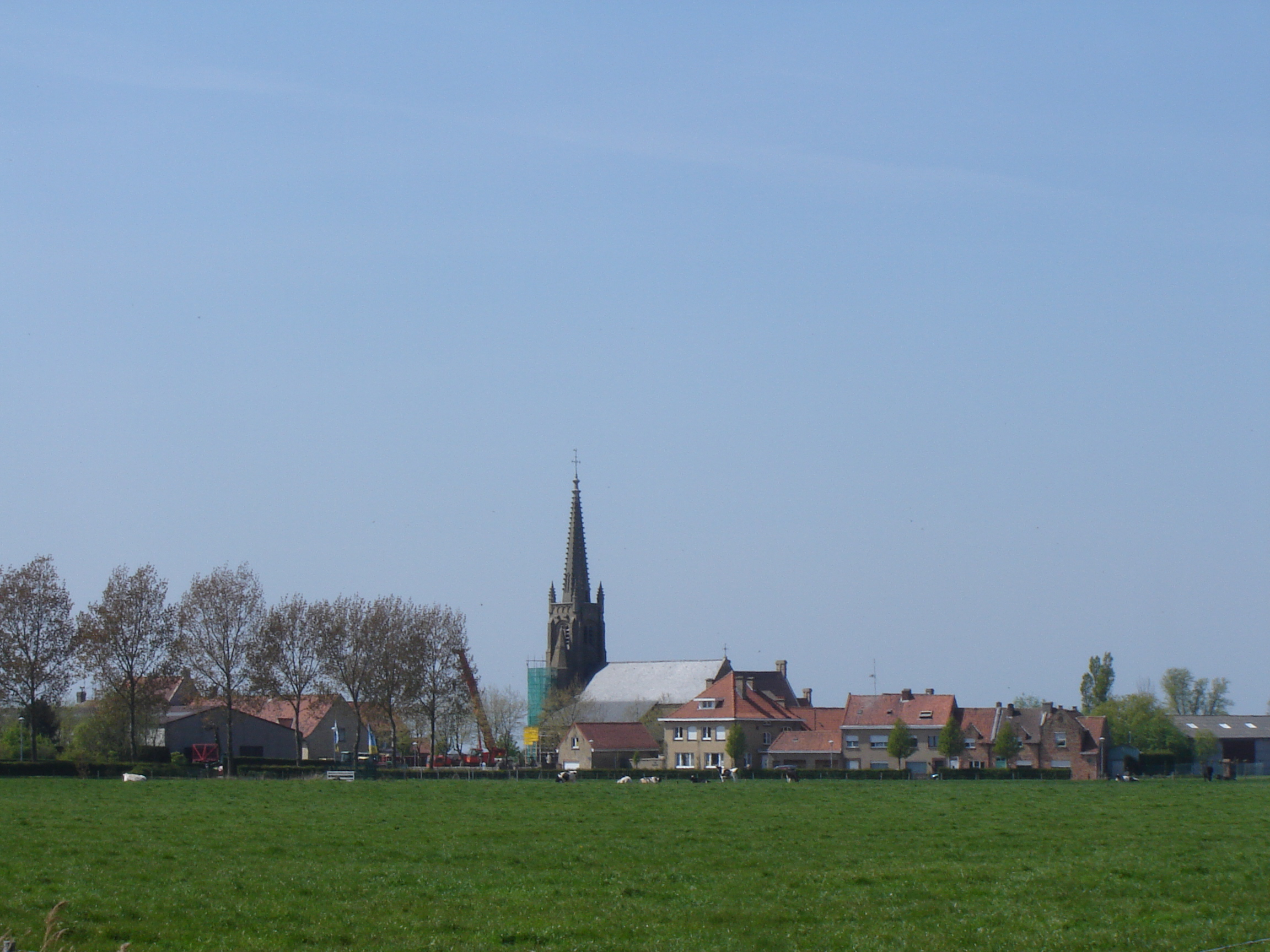
Vista de Stuivekenskerke.